# Thompson (Dakota du Nord)
Pour les articles homonymes, voir Thompson.
La ville de Thompson est située dans le comté de Grand Forks, dans l’État du Dakota du Nord, aux États-Unis. Lors du recensement de 2010, sa population s’élevait à 986 habitants.

## Histoire
Thompson a été fondée en 1881.

## Démographie
| 1930 | 1940 | 1950 | 1960 | 1970 | 1980 |
| ---- | ---- | ---- | ---- | ---- | ---- |
| 273  | 276  | 270  | 290  | 291  | 785  |

| 1990 | 2000  | 2010 | - | - | - |
| ---- | ----- | ---- | - | - | - |
| 930  | 1 006 | 986  | - | - | - |